# Jörg Hoffmann (piloto de luge)
Jörg Hoffmann (Sondershausen, 15 de marzo de 1963) es un deportista alemán que compitió para la RDA en luge en la modalidad doble.
Participó en dos Juegos Olímpicos de Invierno, obteniendo dos medallas, oro en Calgary 1988 y bronce en Sarajevo 1984, ambas en la prueba doble (junto con Jochen Pietzsch).
Ganó siete medallas en el Campeonato Mundial de Luge entre los años 1983 y 1990, y tres medallas en el Campeonato Europeo de Luge, en los años 1986 y 1990.

## Palmarés internacional
| Juegos Olímpicos   | Juegos Olímpicos             | Juegos Olímpicos  | Juegos Olímpicos |
| Año                | Lugar                        | Medalla           | Prueba           |
| ------------------ | ---------------------------- | ----------------- | ---------------- |
| 1984               | Sarajevo (Yugoslavia)        | Medalla de bronce | Doble            |
| 1988               | Calgary (Canadá)             | Medalla de oro    | Doble            |
| Campeonato Mundial |                              |                   |                  |
| Año                | Lugar                        | Medalla           | Prueba           |
| 1983               | Lake Placid (Estados Unidos) | Medalla de oro    | Doble            |
| 1985               | Oberhof (RDA)                | Medalla de oro    | Doble            |
| 1985               | Oberhof (RDA)                | Medalla de plata  | Individual       |
| 1987               | Igls (Austria)               | Medalla de oro    | Doble            |
| 1989               | Winterberg (RFA)             | Medalla de bronce | Doble            |
| 1990               | Calgary (Canadá)             | Medalla de oro    | Equipo           |
| 1990               | Calgary (Canadá)             | Medalla de bronce | Doble            |
| Campeonato Europeo |                              |                   |                  |
| Año                | Lugar                        | Medalla           | Prueba           |
| 1986               | Hammarstrand (Suecia)        | Medalla de plata  | Doble            |
| 1990               | Igls (Austria)               | Medalla de oro    | Doble            |
| 1990               | Igls (Austria)               | Medalla de oro    | Equipo           |